# Sphenodon
Los tuátaras o esfenodontes (género Sphenodon) son reptiles endémicos de las islas aledañas a Nueva Zelanda y constituyen el único género del orden Sphenodontia que ha sobrevivido hasta la actualidad, prácticamente sin cambios desde la Era Mesozoica. El significado de su nombre común proviene del maorí y quiere decir "espalda espinosa", y entre ellos el tuátara es considerado un taonga (tesoro especial). A primera vista (por convergencia evolutiva) son parecidas a las iguanas, con las que, sin embargo, no están cercanamente emparentadas. 
Miden unos 70 cm de longitud y son insectívoros y carnívoros.
Las dos especies actuales de tuátaras y la extinta conocida tienen parientes muy cercanos que existieron hace ya 200 millones de años, a la par de los dinosaurios. En esas épocas habitaban el supercontinente de Gondwana habiéndose distribuido, según parece, desde el área que hoy corresponde a América del Sur pasando por la Antártida hasta Australia. Al separarse de Australia por deriva continental, Nueva Zelanda se convertiría en el único reducto actual de Sphenodontidae, motivo por el cual se califica a estos animales como fósiles vivientes. Dicho término ha generado gran debate y por ello actualmente está en desuso entre los paleontólogos y biólogos evolutivos. Aunque los tuátaras hayan conservado características morfológicas de sus antepasados del Mesozoico (240 - 230 millones de años), no hay evidencias de un registro fósil continuo que lo defina.
Su distribución restringida se debe a la pérdida de hábitat y al cambio climático que afecta a la proporción de sexos y por ende a su supervivencia, es por ello por lo que siguen en peligro. Actualmente se estima que la población total de tuátaras es de aproximadamente 100.000 individuos.
Poseen una serie de innovaciones fisiológicas y morfológicas que hicieron que su posición taxonómica fuera incierta. Tienen características únicas dentro de los reptiles como, por ejemplo, tasas metabólicas basales muy bajas, longevidad alta o incluso una manera única de determinación del sexo dependiente de la temperatura.

## Historia evolutiva y filogenia
Hace 312 millones de años los vertebrados amniotas se diversificaron en dos grupos, por un lado los mamíferos (sinápsidos) y por otro lado los reptiles y las aves (saurópsidos). Concretamente, los tuátaras se originaron en el Mesozoico (250-240 millones de años) y se distribuyeron globalmente a lo largo de esa era. Los cambios poblacionales en las especies ancestrales de tuátaras se correlacionan con la historia geológica de Nueva Zelanda, como períodos de enfriamiento o la formación de puentes terrestres que pudieron facilitar la expansión de esta especie a otros continentes.
El fósil más reciente encontrado fuera de Nueva Zelanda pertenece al Cretácico tardío, aproximadamente hace 70 millones de años, y fue descubierto en Argentina. Los registros fósiles muestran que esta especie no difiere demasiado de sus parientes más antiguos. Los últimos ancestros comunes se remontan al Triásico Inferior, hace alrededor de 250 millones de años, cuando la orden Sphenodontia se separó de los Squamata (lagartos y serpientes). Es por ello por lo que los esfenodontes pueden ser un vínculo con muchas de las especies extintas y además una manera de comprender la evolución de los amniotas.
En comparación con lagartos y serpientes estudiados, el tuátara es el lepidosauro con una evolución más lenta hasta el momento. Actualmente solo se reconoce una única especie, sin embargo, hay una población genéticamente distinta al resto, y es aquella que se encuentra en la isla de North Brother en el Estrecho de Cook y es por ello que se considera una unidad independiente.

## Características

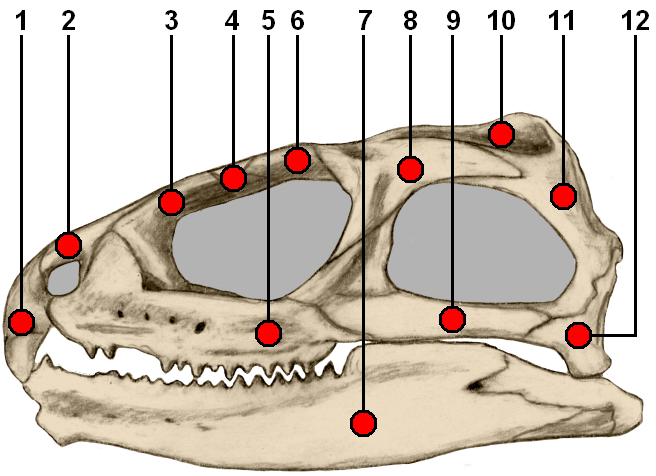
Cráneo que muestra los arcos temporales. al completo, así como estos huesos:
1: premaxilar 2: nasal
3: prefrontal 4: frontal
5: maxilar 6: posfrontal
7: dentario 8: postorbital
9: yugal 10: parietal
11: escamosal 12: cuadrado

Los tuátaras son los reptiles diápsidos más antiguos que sobreviven. Existen algunos fósiles mesozoicos muy similares, como Homoeosaurus del Jurásico, lo que muestra la gran antigüedad del grupo.
Entre los numerosos caracteres que se han conservado sin modificar durante 200 millones de años se hallan dos fosas temporales completas, un ojo pineal bien desarrollado (el orificio pineal era muy patente en los primeros diápsidos) y las vértebras de tipo anficelo con intercentros. Es el único reptil actual cuyos machos carecen de hemipenes (órgano copulador), sino que copulan a través de sus cloacas.

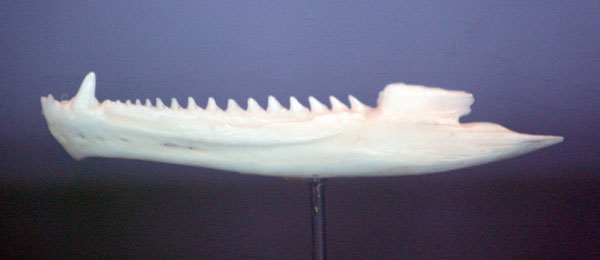

Uno de los pocos rasgos especializados son los dientes anteriores, grandes y muy agudos.

### Visión nocturna
El tuátara es capaz de capturar presas en situaciones  de muy baja luminosidad. Ha conservado genes asociados a la visión nocturna, posee tres tipos de células fotorreceptoras y asimismo, la retención de cinco opsinas visuales indica que este animal pueda tener una visión en color robusta incluso a niveles de luz muy bajos. La morfología del ojo del tuátara tiene una mezcla de rasgos típicos en especies diurnas, como la fóvea, pero también una pupila de hendidura, común en animales nocturnos.
Estudios recientes apuntan a que el sistema visual de los tuátaras está muy conservado, incluso los genes de fototransducción, con una tasa de pérdida de genes muy bajo en comparación con otros amniotas. Las características anteriormente citadas y el hecho de que los tuátaras jóvenes suelan adoptar un estilo de vida más diurno y arbóreo, sugieren una adaptación de un antepasado activo durante el día.

### Sentido del olfato
Los receptores de olor se expresan en las membranas dendríticas de las neuronas receptoras olfativas. Se espera que los animales que dependen del olfato tengan muchos de estos receptores, importantes a la hora de capturar presas, interactuar o evitar depredadores. En el caso de los esfenodontes, poseen varios cientos de receptores, un número más aproximado a lo que tienen las aves que al gran número de receptores que pueden llegar a tener las tortugas y los cocodrilos.

### Longevidad
Después de las tortugas, los tuátaras son los reptiles que más años llegan a vivir. La longevidad puede estar relacionada con genes que ofrecen protección contra las especies reactivas de oxígeno. Un ejemplo de ello son las selenoproteínas. Se han identificado hasta 26 genes que codifican a este tipo de proteínas en el tuátara, todos ellos funcionales, incluidos 4 genes de ARN de tranferencia específicos de selenocisteína. Esto puede estar vinculado a la longevidad de este animal, pero también puede deberse a una adaptación a los sistemas terrestres de su hábitat en Nueva Zelanda, donde hay bajos niveles de selenio y otros oligoelementos.

### Temperatura
El tuátara tiene la temperatura corporal óptima más baja en comparación con cualquier otro reptil, oscila entre los16 y 21 °C.
Los genes TRP (Transient Receptor Potential) que codifican los canales de iones son muy importantes a la hora de la termorregulación de muchos animales, pudiendo estar relacionados de la misma manera en la tolerancia térmica que posee este animal. Estudios genómicos han identificado hasta 37 secuencias similares a estos TRP en el genoma del tuátara que pueden apoyar esta hipótesis, un número de muy grande en comparación con otras especies de amniotas. Entre estos genes identificados, se incluyen termosensibles y no termosensibles, destacando la existencia de una selección positiva de genes TRP sensibles al calor como son TRPA1, TRPM y TRPV.

### Temperatura relacionada con la determinación del sexo
Los tuátaras poseen una manera única de determinación del sexo dependiente de la temperatura durante la incubación de los huevos (hembras por debajo de los 22 °C y a los machos por encima). Se han encontrado ortólogos para genes masculinizantes (SF1 y SOX9) y feminizantes (RSPO1 y WNT4) que promueven el desarrollo testicular u ovárico. Asimismo, se han encontrado genes implicados en la determinación del sexo dependiendo de la temperatura, como por ejemplo el CIRBP.

## Hábitos

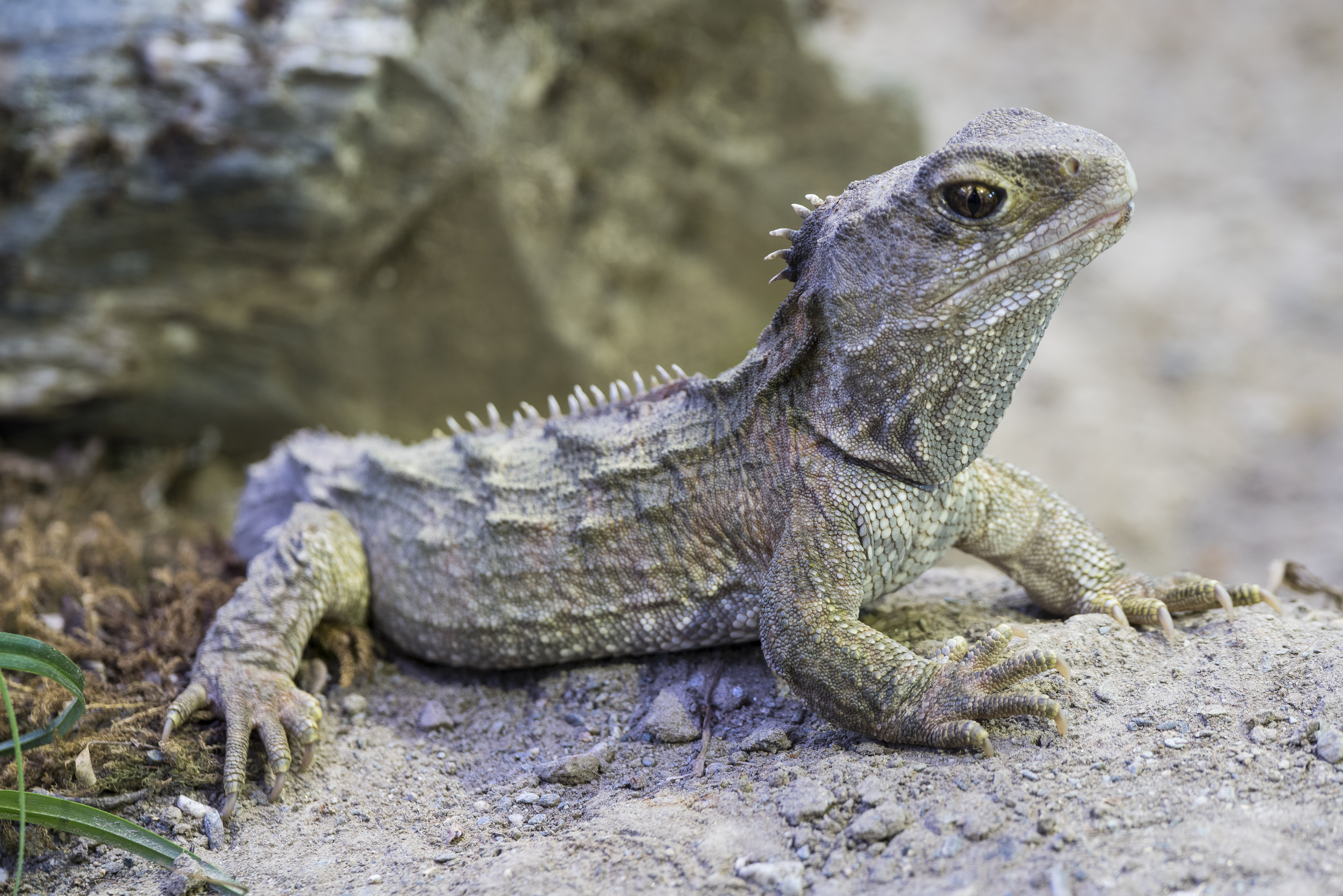
La tuátara de nombre Huruwhenua, en el West Coast Wildlife Centre, Nueva Zelanda.￼

Son carnívoros: su dieta consiste en invertebrados como insectos, arácnidos, caracoles, pequeños lagartos, huevos y crías de aves. Tienen hábitos nocturnos; de día descansan sobre las rocas para tomar el sol, y de noche cazan su alimento. A los tuátaras, a diferencia de otros reptiles, les agrada el frío. Las temperaturas superiores a los 25 °C son letales para los tuátaras, pero pueden sobrevivir a temperaturas de 5 °C hibernando. El ojo pineal o "tercer ojo" (una prolongación de la glándula pineal o epífisis), se observa como una ligera protuberancia frontal cubierta de escamas y sirve para detectar la radiación infrarroja, con lo que regulan el metabolismo en función del sol y quizás también les sirva para detectar y capturar las presas en la oscuridad. Son animales solitarios.

## Reproducción

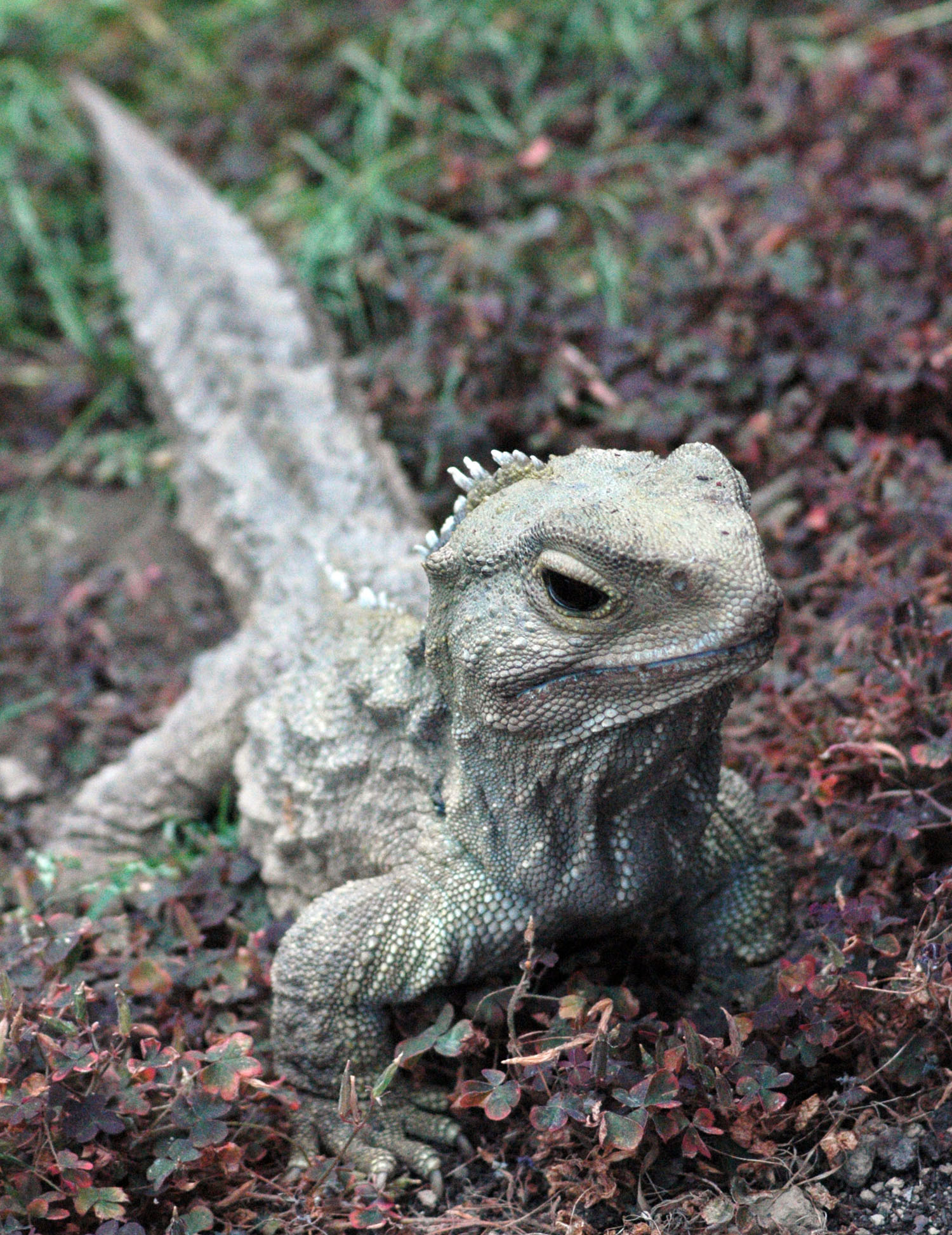
Henry: el macho que todavía se reproducía a los 111 años. Tuatario del Southland Museumand Art Gallery.

Son animales muy longevos, y algunos individuos viven más de un siglo: en enero del 2009 se verificó el caso de un macho en cautiverio de 111 años que ha podido fecundar hembras y tener descendencia con ellas. Se reproducen tardíamente: llegan a la madurez sexual aproximadamente a los 10 años. La hembra entra en celo una vez cada 4 años. El macho se vuelve más oscuro durante el cortejo, y las espinas de su espalda se levantan. Da vueltas alrededor de la hembra, y si ella está lista moverá su cabeza y comenzará la cópula. La hembra efectúa una puesta de 19 huevos aproximadamente y los incuba por un periodo de 15 meses. Los huevos de los tuátaras son de cáscara suave. El sexo de las crías depende de la temperatura. A 21 °C hay 50% de probabilidad de que sean macho o hembra. A 22 °C hay 80% de que sean machos y a 20 °C hay 80% de que sean hembras.

## Conservación
Como otras especies de Nueva Zelanda, los tuátaras fueron llevados casi a la extinción con la llegada del ser humano, debido a la pérdida de su hábitat y a la introducción de nuevas especies, en concreto de ratas y de mustélidos. Fueron totalmente exterminados de las islas más grandes de Nueva Zelanda. Actualmente son especies protegidas, y fueron reintroducidas, además de en islotes, en parques nacionales de las islas grandes.
El calentamiento global supone una grave amenaza para la supervivencia de la mayoría de reptiles y anfíbios, ya que al aumentar las temperaturas de las zonas de cría existe un alto riesgo de que en un futuro cercano solo nazcan animales de un solo sexo, condenándose a la especie a la extinción en un breve período. En el caso de los tuátaras esto podría suceder si las temperaturas en época de cría excediesen los 22 grados dentro de unas décadas.

## Análisis genómico

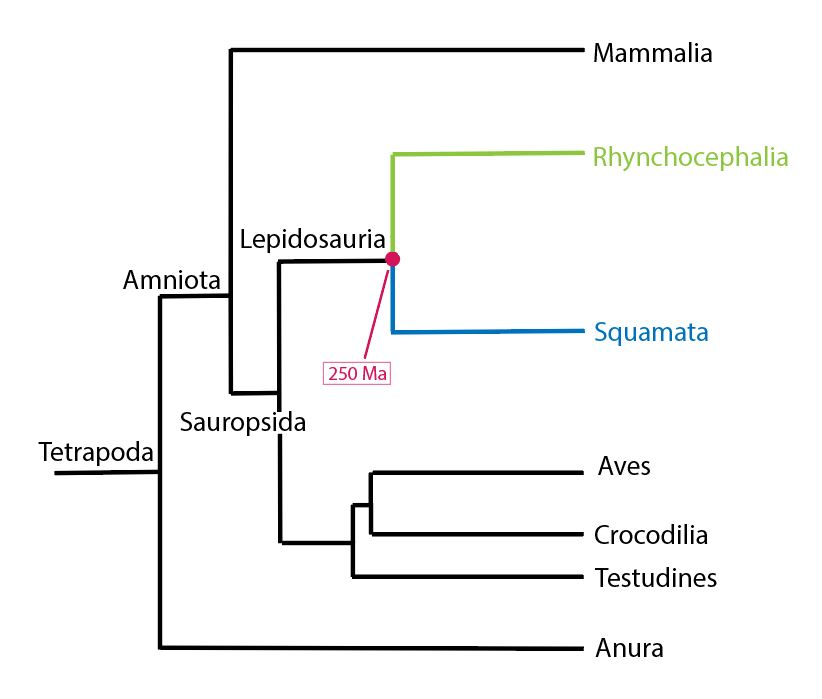
Cladograma que muestra la diversificación de los tetrápodos. Incluye cinco ramas dentro del clado de los saurópsidos, que comprende al superorden lepidosauria que se diversificó hace 250 millones de años, dando lugar al orden squamata y rhynchocephalia. A este último orden es al que pertenecen los tuátaras. La longitud de las ramas del árbol no es proporcional al tiempo de diversificación.

El genoma del esfenodonte es uno de los más grandes secuenciados en vertebrados hasta la fecha, aproximadamente se estima que tiene 5Gb. Consiste en 36 cromosomas en total y en ambos sexos (14 pares de macrocromosomas y 4 pares de microcromosomas). Al menos el 75% de los genes del tuátara muestran conservación con aves, tortugas y cocodrilos.
Alrededor del 64% del ensamblaje del genoma está formado por secuencias repetitivas: 31% de elementos genéticos transponibles (transposones) y un 33% de duplicaciones segmentarias. Esto concuerda con el hecho de que aproximadamente más del 50% del genoma de un vertebrado son elementos repetitivos. El contenido de elementos transponibles es parecido a lo que se puede encontrar en otros reptiles, pero, sin embargo, el tipo de repeticiones se acerca más a los mamíferos. Aproximadamente el 75% de los genes del tuátara tienen una conservación con respecto a aves, tortugas y cocodrilos. Aquellos componentes del genoma con 15 Mb de tamaño, son casi idénticos con otros vertebrados.
Los últimos estudios han mostrado que el genoma del tuátara es diferente a lo que se había pensado hasta el momento, con una combinación de los linajes reptiles y mamíferos. 

### Características del genoma

#### Retrotransposones no-LTR

##### Elementos LINE
El elemento LINE más abundate en el tuátara es el L2 (10%). La mayoría están intercalados y pueden seguir activos. El elemento L2 más largo que se ha llegado a encontrar tiene una longitud de 4 kb y un 83% de las secuancias tenían ORF2p completamente intactas. El elemento CR1 es el segundo más repetido (4%). Los análisis filogenéticos muestran que estas secuencias son muy distintas a las que se pueden encontrar en otras especias cercanas como pueden ser los lagartos. Por último, menos del 1% son elementos pertenecientes a L1, un porcentage bajo ya que estos elementos suelen predominar en mamíferos placentarios.
Habitualmente, los LINEs que predominan son los CR1, al contrario de lo que se ha visto en los tuátaras. Todo ello sugiere que tal vez, las repeticiones del genoma de los saurópsidos era muy diferente en comparación con mamíferos, aves y lagartos.

##### Elementos SINE
Muchos de los elementos que se han analizado están presentes en todos los amniotas, la mayoría son repeticiones intercaladas de mamíferos o MIR, concretamente la diversidad de subfamilias MIR es la más alta que se ha estudiado hasta el momento en un amniota. También se han identificado 16 familias de SINEs que estuvieron activas recientemente.

##### Transposones de ADN
El tuátara posee 24 familias únicas de transposones de ADN, y al menos 30 subfamilias estuvieron activas recientemente. Esta diversidad es mayor de lo que se ha encontrado en otros amniotas y además, se han analizado miles de copias idénticas de estos transposones, lo que sugiere a los investigadores que existe una actividad reciente.

#### Retrotransposones LTR
Se han identificado 7500 de LTR, en los que se incluyen 450 retrovirus endógenos (ERVs). Estudios en otros saurópsidos han reconocido un número bastante parecido pero sin embargo, en el genoma del tuátara se ha encontrado un clado de retrovirus muy antiguo conocido como Spumavirus.

#### ARN no codificante
Se han identificado más de 8.000 elementos relacionados con ARN no codificante en el tuátara, de los cuales la gran mayoría, alrededor de 6.900 derivan de elementos transponibles activos recientemente. El resto está relacionado con ARN ribosomal, espliceosomal y ARN de partículas de reconocimeinto de señales.

#### Genoma mitocondrial
El genoma mitocondrial del género Sphenodon tiene un tamaño aproximado de 18.000 pb y consta de 13 genes codificantes, 2 ARN ribosómicos y 22 genes de ARN de transferencia.

#### Metilación del ADN
La metilación del ADN es una modificación muy común en animales y la distribución de lo sitios CpG dentro de los genomas afecta a dicha metilación. Concretamente, en el genoma del tuátara se han encontrado que el 81% de estos sitios CpG están metilados. Publicaciones recientes proponen que este alto nivel de metilación puede deberse a la cantidad de elementos repetitivos que existen en el genoma de este animal. Este patrón está más cercano a lo que se da en organismos como el pez cebra, alrededor del 78%, mientras que en humanos es únicamente el 70%.

## Filogenia
Cladograma simplificado de un análisis de Rauhut y colaboradores de 2012:

|  | †Oenosaurus                                                   |
|  |                                                               |
|  | \| \| †Cynosphenodon \| \| \| \| \| \| †Zapatadon \| \| \| \| |
|  |                                                               |
|  | †Cynosphenodon                                                |
|  |                                                               |
|  | †Zapatadon                                                    |
|  |                                                               |

|  | †Cynosphenodon |
|  |                |
|  | †Zapatadon     |
|  |                |

|  | †Oenosaurus                                                   |
|  |                                                               |
|  | \| \| †Cynosphenodon \| \| \| \| \| \| †Zapatadon \| \| \| \| |
|  |                                                               |
|  | †Cynosphenodon                                                |
|  |                                                               |
|  | †Zapatadon                                                    |
|  |                                                               |

|  | †Cynosphenodon |
|  |                |
|  | †Zapatadon     |
|  |                |

## Significado cultural
El tuátara es considerado un taonga para los Maoríes, que consideran a estos animales como los guardianes de lugares especiales. Para la realización del último artículo publicado en Nature sobre el genoma del tuátara, los investigadores tuvieron que trabajar en asociación con la tribu maorí, Ngātiwai. Esta tribu tiene la tutela sobre las poblaciones de tuátara en las islas del norte de Nueva Zelanda. Ha sido la primera asociación que se conoce hasta el momento para el desarrollo de un proyecto científico que ha ayudado a los investigadores en la obtención de una mejor comprensión del animal y además, ayudar en la conservación de su hábitat.

## Galería

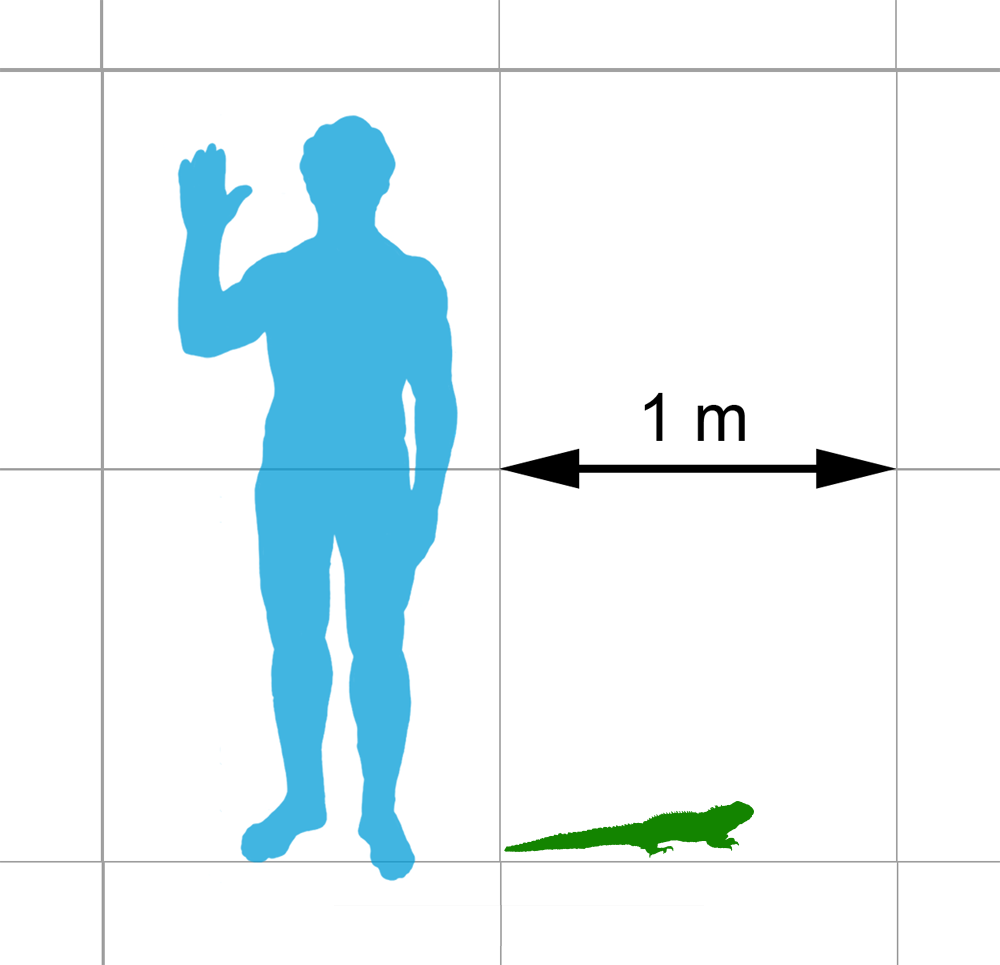
S. punctatus macho